# (4387) Tanaka
(4387) Tanaka ist ein Asteroid des Hauptgürtels, der am 19. September 1973 vom Forscherteam Cornelis Johannes van Houten und Tom Gehrels im Rahmen des Palomar-Leiden-Surveys entdeckt wurde.
Er ist nach dem japanischen Astronomen Yasuo Tanaka benannt.